# وانغ جين تشول
وانغ جين تشول (هانغل: 왕진철) هو ناشط سياسي كوري جنوبي يتمتع بعلاقات وثيقة مع جمهورية الصين الشعبية وحزبها الشيوعي الحاكم، ولد في 1 يناير 1985 في مدينة بوسان بكوريا الجنوبية، ويحمل الجنسية الصينية منذ عام 2005.